# Хвощ
Хвощ (Equisetum) — рід багаторічних трав'янистих спорових рослин. Рослина отруйна, може також використовуватися як лікарська.

## Назва
Родова назва Equisetum утворена від латинських слів equus («кінь») + saeta («грива, щетина»). Аналогічно утворені назви рослини в багатьох європейських мовах — пол. koński ogon, англ. horsetail, фр. queue-de-cheval та ін..
Українська назва походить від праслов. *xvostjь, утвореного від *xvostъ («хвіст») — з огляду на схожість рослини з кінським хвостом.

## Біологічний опис
Стебло зелене, жорстке, ребристе, просте або кільчасто-розгалужене, членисте (складається з вузлів і меживузлів), звичайно порожнисте. У виду Equisetum myriochaetum досягає до 7 м висоти. Листки лускоподібні, розміщені, як і гілочки, кільцями, зростаються в зубчасті бурі піхви.
Спорганіїв 5-10, вони розвиваються на внутрішньому боці щиткоподібних споролистиків, зібраних у верхівковий колосок. Спороносні колоски в одних видів розвиваються на особливих весняних безхлорофільних пагонах, які після дозрівання спор відмирають і тоді виростають безплідні зелені пагони, в інших — після дозрівання спор їх зовнішня оболонка розривається навхрест на 4 стрічкоподібні гігроскопічні пружинки, завдяки яким спори розкидаються групами. Фотосинтез відбувається в стеблі.
У життєвому циклі переважає спорофіт. Спорофіт: весняний пагін бурого кольору, на верхівці спороносний колосок → спорангій → спори.
Літній пагін — зелений фотосинтезуючий. Фотосинтез відбувається в стеблі; є кореневище з додатковими коренями.
Гаметофіт: самостійно існуююча зелена пластинка, де містяться антеридій і архегоній. Зигота → зародок → спорофіт.
Росте в умовах підвищеної вологості на ланах, луках, на полях як бур’ян, у місцях з порушеною дерниною, на пісках, косах, уздовж берегів, у лісах. Рослина заввишки 4-40 см. На кореневищах утворюються бульбочки (вкорочені бічні пагони), в яких відкладається крохмаль. Від вузлів кореневища відходять додаткові корені. Надземні пагони хвоща польового с двох видів. Одні з них вегетативні, зелені, мутовчасто-розгалужені, літні. Надземні стебла галузяться. Гілки виникають у вузлах стебел кільчасто і виходячи назовні, пробиваючись біля основи піхву зрослих листків.
Літні пагони до осені відмирають. Основне завдання літніх пагонів — фотосинтез. Інші пагони (весняні) — спороносні, рожево-бурі, з’являються ранньої весни, не розгалужені. На верхівці утворюється спороносний колосок, на осі якого розташовані спорофіли, які несуть спорангії зі спорами.
Після спороношення весняні пагони відмирають. Стебла хвоща розчленовані на правильно почерговані вузли та міжвузля. Міжвузля порожнисті всередині, вузли заповнені паренхімною тканиною. Ребра сусідніх міжвузлів чергуються одне з одним. Листки хвоща лускоподібні, бурі, коричневі, позбавлені хлорофілу. Вони зрослися (за винятком верхніх частин, які мають вигляд зубчиків) у трубчасту піхву, прикріплену основою до вузла. Внаслідок редукції листків практичним органом фотосинтезу є стебло, в зв’язку з чим у ньому розвивається асиміляційна тканина. На поперечному перерізі, зробленому в ділянці міжвузля, видно, що зовні стебло нерівне, гранисте — підвищені ділянки (реберця) чергуються по колу з дещо вдавленими (улоговинами).
Одношаровий епідерміс покриває стебло із зовні. Оболонки клітин епідермісу просочені кремнеземом, шо надає стеблам хвощів великої міцності й твердості. До середини від епідермісу розташована кора й центральний циліндр (стель) з кільцем дрібних ізольованих пучків з порожниною у центрі, яка утворилася на місці серцевини. У молодих стеблах є серцевина. Під реберцями розташовані ділянки механічної тканини, а під улоговинами — асиміляційна тканина.
Під кожною ділянкою асиміляційної тканини, яка складається з хлорофілоносних клітин, є порожнина. Під механічною тканиною (під реберцями) розташовані провідні пучки. Провідний пучок хвоща колатеральний (бокобічний). Повернена до центра стебла частина пучка зайнята пучковою порожниною, по ній пересувається вода. Над порожниною розташована флоема. Центральний циліндр зовні оточений перициклом та ендодермою. Пучки хвощів закриті, камбію не мають. Вторинні тканини не утворюються і стебла не здатні до вторинного потовщення. В епідермісі (над асиміляційною тканиною, в улоговинах) є продихи, які складаються з двох пар клітин, розташованих одна над одною. Верхні клітини нерухомі, тому що їх оболонки просочені кремнеземом. Під ними розташована друга пара клітин, які власне є замикальними частинами; вони живі й нормально функціонують. Вузли стебла заповнені тканиною.
Спороносні колоски у хвощів виникають по одному на верхівці головного пагона, а інколи й бічних гілок. Спороносний пагін участі у фотосинтезі не бере. Стробіл має вісь, на якій сидять кільчасто розміщені щиткоподібні спорангієфори. Кожний стробіл складається з шестикутної пластинки (щитка, або столика) з ніжкою у центрі, якою прикріплюється до осі стробіла, та з 4-16 мішкоподібних спорангіїв, розташованих навколо ніжки.
У спорангіях утворюються спори однакової форми і величини. Під час достигання спорангіїв вісь стробіла трохи видовжується, між щитками з’являються проміжки, крізь які спори висипаються із спорангіїв, що розкриваються поздовжніми щілинами. Спори хвоща кулясті, темно-зелені, з товстою оболонкою, що складається з двох шарів — екзини та інтини. Крім того, вони ще вкриті особливою зовнішньою оболонкою, яку називають епіспорієм, або перинієм.
Епіспорій має вигляд двох спірально закручених смужок (елатер). Елатери гігроскопічні: залежно від вологості повітря вони то розкручуються, то скручуються. Завдяки їм спори зчіплюються докупи у грудочки й розносяться вітром або водою. Під час проростання зі спор утворюються заростки (гаметофіти). Вони мають вигляд зелених почленованих пластинок, до того ж жіночі — більш розгалужені, чоловічі — майже не галузяться. Архегонії та антеридії мають звичайну будову. Після запліднення із зиготи розвивається спорофіт, тобто нестатеве покоління хвоща.
Участь хвощів у рослинному покриві доволі мала, хоча їх предки були велетенськими рослинами (каламіти досягали висоти 10-20 м) й утворювали великі ліси. Рештки цих рослин перетворювалися у кам’яне вугілля. Більшість видів хвощів є неїстівними рослинами для тварин, оскільки містять отруйні речовини (хвощ болотяний), або стебла є жорсткими через наявність великої кількості кремнезему (хвощ польовий).
Практичне значення хвощів для людини незначне. Деякі з них є злісними бур’янами (хвощ польовий), бо легко вегетативно розмножуються. Проте одночасно той же хвощ польовий є лікарською (літні пагони використовують як кровоспинний та сечогінний засіб), їстівною (молоді літні пагони, кореневища та бульбочки у відвареному вигляді), фарбувальною (для забарвлення хутра у cipo-жовтий колір) рослиною. Його застосовують у ветеринарії (для загоювання ран). Хвощі є індикаторними рослинами, тобто рослинами, які характеризують умови зовнішнього середовища. На- приклад, хвощ польовий є індикатором кислих грунтів. Там, де його дуже багато, слід проводити вапнування. Пагони деяких видів хвощів (хвощ зимуючий) дуже жорсткі, що обумовлює їх використання замість шліфувального паперу для чищення кухонного посуду, полірування металевих та столярних виробів. Надземна частина деяких хвощів (хвощ польовий) містить значну кількість вітаміну С й солодких цукрів, а підземна — крохмалю.
До прикладу, хвощ лісовий (Equisetum sylvaticum) -багаторічна тіньовитривала рослина заввишки 10-15 см, з тонким темно-бурим розгалуженим кореневищем. Утворює спороносні та вегетативні пагони, які розвиваються навесні одночасно, але різко відрізняються один від одного. Спороносці — червонувато-бурі, нерозгалужені, з гладенькими ребрами. Спороносні колоски (10-40мм завдовжки) довгасто-яйцеподібні або майже циліндричні. Піхви (до 25 мм завдовжки) віддалені одна від одної; зі споду — зелені, зверху — рудувато-бурі, дзвоникоподібні, 2-6 лопатеві, зубці їх зростаються по 2-3. У вузлах спороносних пагонів після дозрівання спор розвиваються кільцях довгих розгалужених горизонтальних або відігнутих униз гілок. Гілки яскраво-зелені, розміщені більш-менш в одній площині. Вегетативні пагони зелені, на верхівці часто пониклі, з 10-18 ребрами. Піхви вегетативних пагонів циліндрично-бокалоподібні; зубці піхов незрослі, відхилені назовні. Росте у листяних і мішаних лісах, на узліссях, серед чагарників зазвичай по всій території України. Спороносить у квітні — травні. Рослина лікарська, фарбувальна.

## Спори хвоща
Спори хвощів сфероподібні, діаметром 30—80 мкм, в кожного виду розмір спор являє собою більш-менш постійну величину. У цитоплазмі спор знаходиться велике ядро, навколо якого рівномірно розподілені численні хлоропласти із гранами крохмалю. Із зовнішнього шару оболонки спори при її дозріванні виникають спірально обгорнені навколо тіла спори гігроскопічні стрічки — елатери.

## Види

### Перелік видів
Підрід Equisetum
- Equisetum arvense — хвощ польовий
- Equisetum bogotense
- Equisetum diffusum
- Equisetum fluviatile — хвощ річковий
- Equisetum palustre  — хвощ болотяний
- Equisetum pratense
- Equisetum sylvaticum — хвощ лісовий
- Equisetum telmateia — хвощ великий

Підрід Hippochaete
- Equisetum giganteum
- Equisetum myriochaetum
- Equisetum hyemale — хвощ зимовий
- Equisetum laevigatum
- Equisetum ramosissimum
- Equisetum scirpoides
- Equisetum variegatum

### Природні гібриди
гібриди видів підроду Equisetum
- Equisetum × litorale Kühlew ex Rupr. = Equisetum fluviatile × Equisetum arvense
- Equisetum × dycei C.N.Page = Equisetum fluviatile × Equisetum palustre
- Equisetum × willmotii C.N.Page = Equisetum fluviatile × Equisetum telmateia
- Equisetum × rothmaleri C.N.Page = Equisetum arvense × Equisetum palustre
- Equisetum × robertsii Dines = Equisetum arvense × Equisetum telmateia
- Equisetum × mildeanum Rothm. = Equisetum pratense × Equisetum sylvaticum
- Equisetum × bowmanii C.N.Page = Equisetum sylvaticum × Equisetum telmateia
- Equisetum × font-queri Rothm. = Equisetum palustre × Equisetum telmateia

гібриди видів підроду Hippochaete
- Equisetum × moorei Newman = Equisetum hyemale × Equisetum ramosissimum
- Equisetum × trachydon A.Braun = Equisetum hyemale × Equisetum variegatum
- Equisetum × schaffneri Milde = Equisetum giganteum × Equisetum myriochaetum
- Equisetum × ferrissii Clute = Equisetum hyemale × Equisetum laevigatum
- Equisetum × nelsonii (A.A.Eat.) Schaffn. = Equisetum laevigatum × Equisetum variegatum

### Види у флорі України
Найпоширеніші в Україні види роду:
Рослини незаболочених місцезростань
- Хвощ польовий — стебло трохи шорстке: спороносне — рожево-буре; вегетативне — малорозгалужене з багатогранними бічними гілочками;
- Хвощ лісовий — стебло м'яке: спороносне — червонувато-буре з піхвами до 25 мм завдовжки; вегетативне — яскраво-зелене; бічні гілочки дуже розгалужені;
- Хвощ зимовий — стебло жорстке, шорстке, товсте (до 6 мм): вегетативні і спороносні стебла завжди однакові;
- Хвощ лучний — стебло м'яке: спороносне — бурувате або жовтувате з піхвами завдовжки до 15 мм; вегетативне — сизо-зелене; бічні гілочки не галузяться.

Рослини заболочених місцезростань
- Хвощ річковий — заввишки до 150 см, стебло нерозгалужене або трохи розгалужене, з 9—10 опуклими реберцями і широкою центральною порожниною; піхви листків з 9—20 зубцями;
- Хвощ болотяний — заввишки до 50 см, стебло розгалужене, з 4—12 випуклими реберцями і невеликою центральною порожниною; піхви листків з 4—5 зубцями.

## Практичне використання
Лікарська, харчова, отруйна, фарбувальна рослина. У науковій медицині використовують безплідні пагони хвоща польового (E. arvense) при запальних процесах сечового міхура, плевритах, при набряках від недостатнього кровопостачання, як сечогінний і кровоспинний засіб.
У траві містяться сапоніни, дубильні й флавонові речовини, кремнієва кислота, вітамін С, каротин, смоли, яблучна, аконітова, щавлева кислоти тощо.
У народній медицині хвощ використовують як сечогінний, кровоспинний засіб, при ревматизмі, атеросклерозі, серцевих недугах, подагрі, хворобах печінки, бронхіті, туберкульозі легень, при наявності піску і каменів у сечовидільних шляхах, при жовчних каменях, гіпертонії, легеневих кровотечах. Ним лікують рани, фурункули, лишаї, екземи та інші хвороби шкіри. Використовують також для полоскання рота і носа при захворюванні слизової оболонки та при носових кровотечах, а також для купання дітей при простудах.
У ветеринарії порошком з висушених рослин присипають рани і виразки.

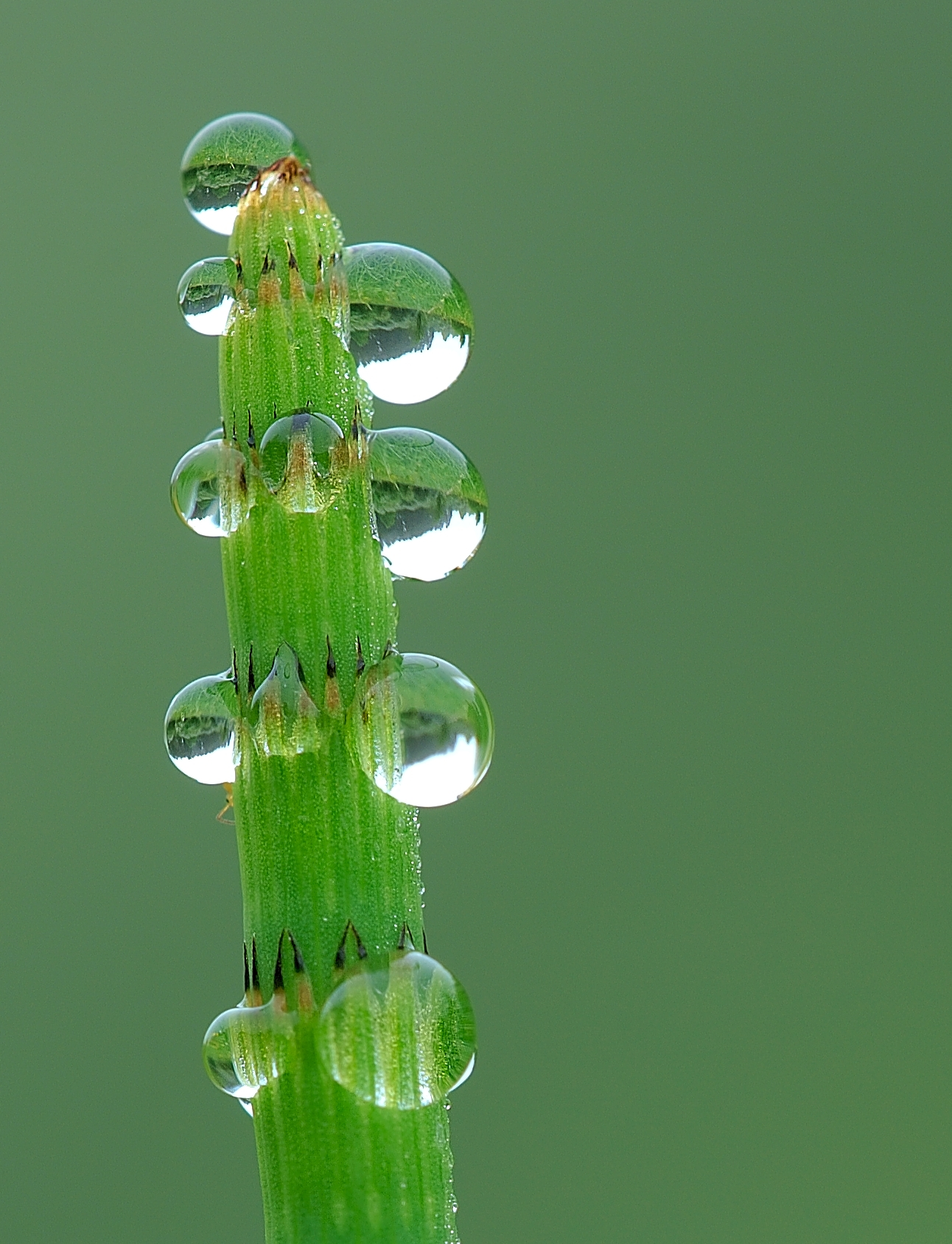
Гутація на пагоні хвощу

Молоді спороносні пагони і кореневищні бульбочки хвоща, що містять крохмаль, вітамін С і провітамін А, вживають у їжу в свіжому і відвареному вигляді.
У свіжому вигляді хвощ польовий та інші види хвощів поїдає худоба, випадків отруєння на пасовищах не відмічено. При годівлі сіном із хвоща тварини можуть отруїтися, а іноді й гинуть. Особливо небезпечне сіно із хвоща для коней, а у корів після нього буває пронос, червона сеча, аборти. Хвощ лісовий і зимовий менш токсичні.
Пагони хвоща польового разом з галунами дають сіро-жовту фарбу, придатну для фарбування шерсті.
У народній медицині хвощ лісовий використовують як сечогінний, в'яжучий і кровоспинний засіб, молоді пагони вживають у їжу.
Хвощ зимовий застосовують часто замість наждачного паперу для шліфування дерева, полірування меблів, чищення металевих виробів.

## Збирання, переробка та зберігання
Збирають зелені вегетативні пагони хвоща польового влітку (червень — серпень), зриваючи їх або зрізуючи серпом, а в суцільних заростях скошують косою. Перед сушінням відбирають домішки, в тому числі й нелікарські види хвощів. Сушать траву під залізним дахом або під наметами з доброю вентиляцією, розстилаючи тонким шаром на папері або тканині. Зберігають протягом чотирьох років у сухих, добре провітрюваних приміщеннях.